# Brugmansie

Brugmansie stromová na ilustraci z roku 1801

Brugmansie (Brugmansia), česky též durmanovec, je rod rostlin z čeledi lilkovité. Jsou to keře a stromy s velkými jednoduchými listy a dlouhými, nápadnými, trumpetovitými květy různých barev. Květy jsou u většiny druhů silně vonné a opylují je zejména lišaji a netopýři. Plodem je bobule. Rod zahrnuje 7 druhů, pocházejících z Jižní Ameriky. Většina druhů roste v Andách. Všechny druhy jsou v přírodě vyhynulé a jsou známy pouze z kultury. Některé druhy byly zavlečeny i do jiných oblastí tropů a subtropů, kde se mohou stát invazními rostlinami.
V minulosti byl rod Brugmansia spojován s blízce příbuzným rodem Datura (durman), v literatuře lze proto často najít brugmansie pod tímto názvem.
Brugmansie obsahují podobně jako příbuzné durmany tropanové alkaloidy s halucinogenními účinky a jsou to silně jedovaté rostliny. Jejich kulturní a medicínský význam sahá daleko do předkolumbovských časů, k rituálním účelům a domorodému léčení jsou využívány dodnes. Poměrně často bývají příčinou otrav, které nezřídka souvisejí s experimentováním s psychotropními látkami. 
V tropech a subtropech celého světa jsou pěstovány jako efektní okrasné dřeviny. V oblastech mírného pásu je lze pěstovat jako kbelíkové rostliny. 

## Popis
Brugmansie jsou vytrvalé, beztrnné keře nebo malé stromy s velkými, jednoduchými, střídavými, řapíkatými listy a polodřevnatými, často bohatě větvenými stonky. Stromovité druhy mohou dorůst výšky až 11 metrů, většinou jsou ale nižší. Čepel listů je celokrajná nebo na okraji zvlněná, se zpeřenou žilnatinou. Odění se skládá převážně z jednoduchých, někdy lepkavých chlupů. Listy a větévky vydávají při rozemnutí ostrou vůni.
Květy jsou velké, převážně jednotlivé, pětičetné, na vzpřímených nebo převislých stopkách. Kalich je trubkovitý a může být nafouklý, ostře hranatý nebo naopak přitisklý ke korunní trubce. Před rozkvětem bývá srostlý, při rozvíjení květu se buď otevírá na vrcholu několika nepravidelnými zuby, nebo puká jen na jedné straně a tvoří toulec. Koruna je různě zbarvená (většinou bílá, žlutá nebo růžová), nálevkovitá až téměř trubkovitá, až 35 cm dlouhá, na konci zvlněná nebo pětizubá. Tyčinky jsou přibližně stejně dlouhé, přirostlé při konci nebo u poloviny korunní trubky. Semeník je svrchní, se dvěma úplnými komůrkami s mnoha vajíčky. Čnělka je dlouhá, přesahující tyčinky, zakončená drobnou a většinou dvoulaločnou bliznou. Plodem je velká, dřevnatá bobule bez ostnů (někdy označovaná jako nepukavá tobolka) na dlouhé převislé stopce. Plody obsahují množství velkých, lehce čtyřhranných semen s tlustou korkovitou vrstvou na povrchu.

## Rozšíření
Rod brugmansie zahrnuje 7 druhů a pochází z tropické a subtropické Jižní Ameriky. Rod je v přírodě považován za vyhynulý a ani historicky není znám žádný herbářový doklad rostliny pocházející z prokazatelně přírodní populace. Všechny druhy jsou známy pouze z kultury a synantropního výskytu. Současné rozšíření souvisí s jejich kulturním a medicínským významem, sahajícím hluboko do předkolumbovských časů.
Většina druhů roste ve středních polohách jihoamerických And v nadmořských výškách od 2000 do 3000 (až 3500) metrů, v oblastech s vlhkým klimatem, horkými dny a chladnými nocemi. Domorodci je pěstují v okolí sídel, v zahradách, u domů i podél plotů a cest. Občas přežívají i na místech již zaniklých sídel.
Nejodolnějším druhem vůči chladu i suchu je brugmansie stromová, která zasahuje na jih až do severního Chile. Jako relikt po pěstování se vyskytuje i v sušších andských údolích.
Brugmansie vonná je druh nižších poloh. V současnosti je rozšířena v tropických deštných lesích brazilského státu Amazonas a v přilehlých oblastech Bolívie a Peru, což souvisí s dlouhou historií jejího využití. Pěstuje se v nadmořských výškách do 1000 metrů. Za původní oblast rozšíření je považován atlantický les ve východní Brazílii od severu provincie Rio Grande do Sul po jih provincie Bahia. Dalším druhem nižších poloh je Brugmansia insignis, pocházející zřejmě z nadmořských výšek do 600 metrů, občas je však pěstována až do výšek okolo 2000 metrů.
Vlivem pěstování rostou brugmansie zplaněle i v jiných částech světa, například v tropické Asii, rovníkové a severní Africe, Madagaskaru, Austrálii a Střední Americe. V některých z těchto oblastí se staly invazními rostlinami.

## Ekologické interakce

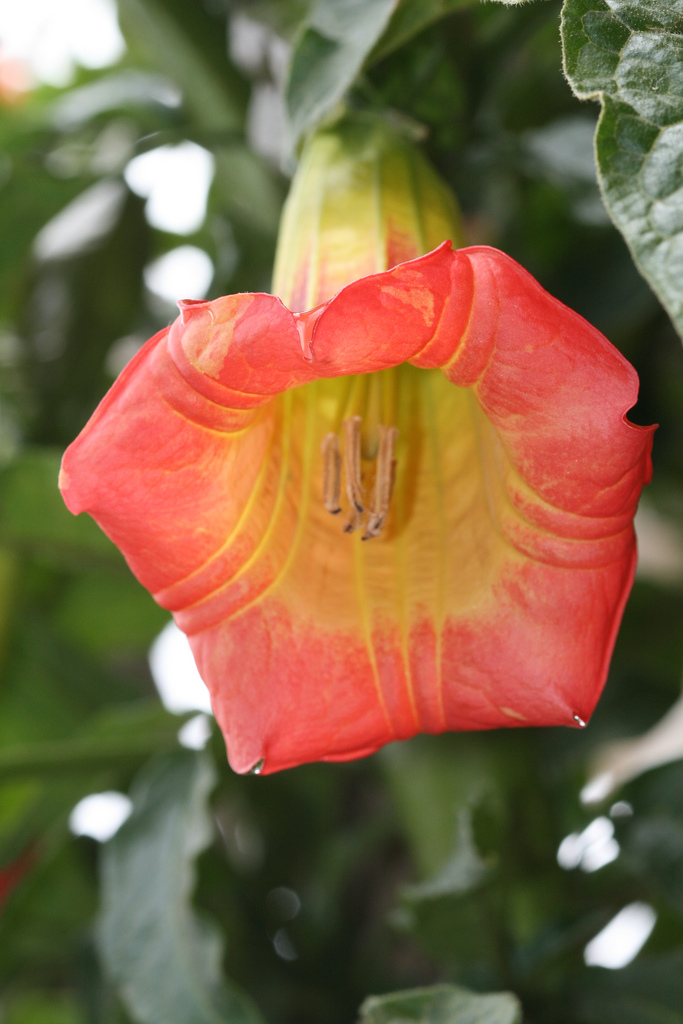
Květ brugmansie krvavé, druhu opylovaného kolibříky

Květy většiny druhů brugmansií se otevírají na noc, silně voní a jsou opylovány můrami (zejména lišaji) a netopýry. Přes den je někdy navštěvují i včely, v té době však již bývá pyl vyprášen a proto k opylení příliš nepřispívají. Zbylý nektar někdy vylupují mravenci. Brugmansie krvavá má jako jediný druh červeně zbarvené a nevonné květy, které vyhledávají a opylují kolibříci s dlouhými zobáky.
Brugmansie jsou v Jižní Americe živnými rostlinami housenek některých druhů motýlů z čeledi babočkovití (Mechanitis lysimnia, M. polymnia, Placidula euryanassa) a lišajovití (Manduca diffissa, M. lucetius, M. sexta) a rovněž některých drobnějších druhů můr (např. Nepheloleuca politia). Na Havaji je jako náhradní potravu vyhledává modrásek Tmolus echion.

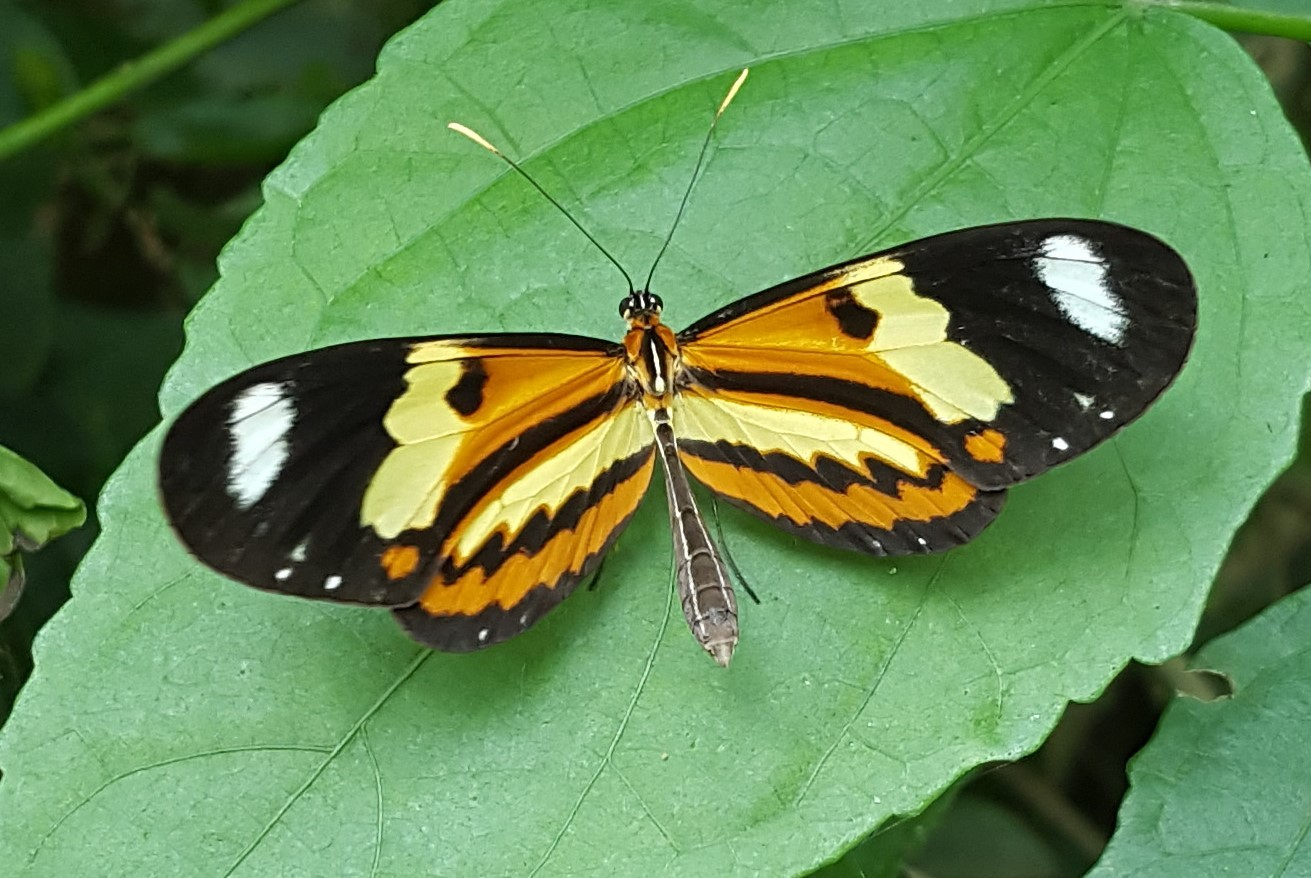
Babočkovitý motýl Mechanitis lysimnia
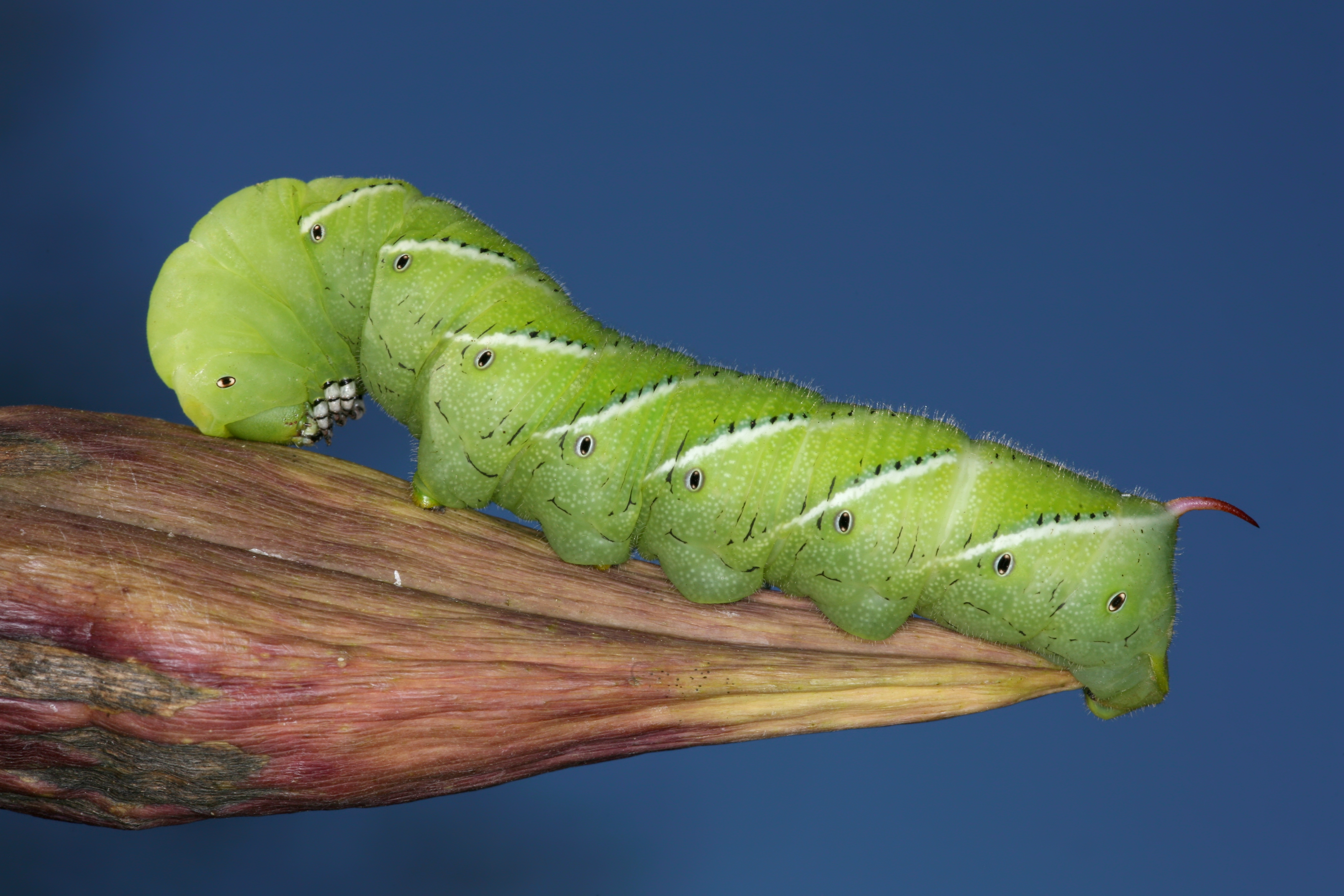
Housenka lišaje Manduca sexta
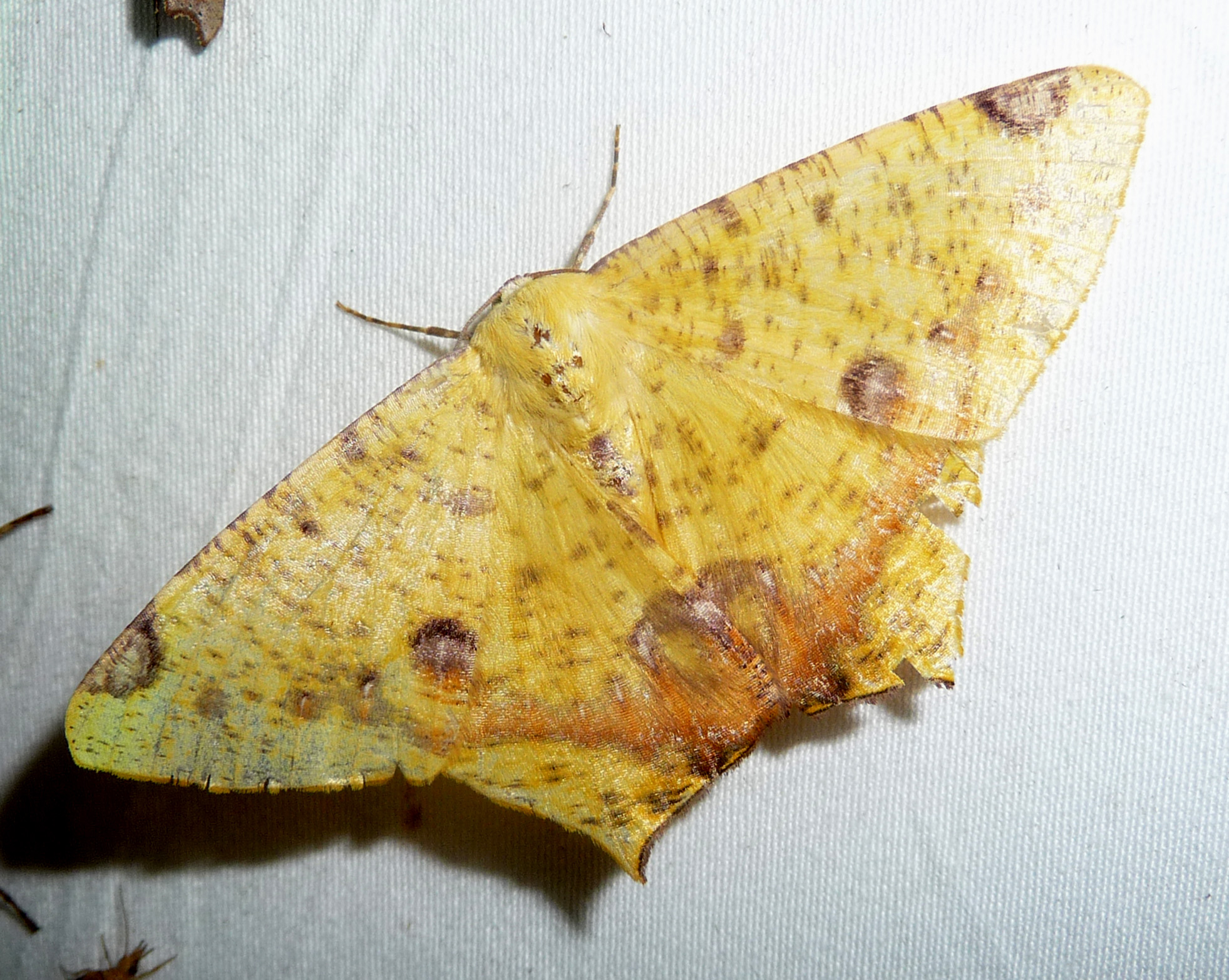
Můra Nepheloleuca politia

## Ohrožení
Rod Brugmansia přežívá pouze v kultuře a divoké populace ve volné přírodě nejsou známy. Proto jsou v Červeném seznamu ohrožených druhů IUCN všechny druhy vedeny v kategorii EW (Extinct in the wild, v přírodě vyhynulý). Jednotlivé druhy jsou udržovány zejména v domorodých zahradách, jejich početní stavy však postupně klesají s tím, jak se snižuje počet domorodých léčitelů schopných je bezpečně používat.

## Taxonomie
Rod Brugmansia je v rámci čeledi Solanaceae řazen do podčeledi Solanoideae a tribu Datureae. Sesterskou skupinou tohoto rodu je rod Datura, do nějž byl rod Brugmansia někdy vřazován na úrovni podrodu či sekce. Bazální větev daného tribu pak tvoří monotypický rod Trompettia, rostoucí jako endemit v jihozápadní Bolívii.
K oddělení rodů Datura a Brugmansia došlo v oligocénu v době asi před 30 milióny let. Oba rody se odlišují zejména typem plodů (suchá, většinou ostnitá tobolka u durmanu, dužnatá bezostná bobule u brugmansie). Durmany jsou převážně jednoleté či dvouleté rostliny s více méně vzpřímenými, jen jeden či dva dny vytrvávajícími květy, zatímco brugmansie jsou vytrvalé dřeviny s většími, nícími květy, které vytrvávají po několik dní. Semeník je u brugmansie plně dvoukomůrkový, u durmanu v dolní části čtyřkomůrkový.
Rod je pojmenován po nizozemském botanikovi Sebaldovi Justinovi Brugmansovi.

## Obsahové látky
Brugmansie jsou silně jedovaté rostliny. Hlavními účinnými látkami jsou tropanové alkaloidy, zejména skopolamin (hyoscin) a atropin, které jsou obsaženy ve všech částech rostliny. Paleta obsahových látek je však podstatně širší. Mimo celé řady dalších tropanových alkaloidů (bylo jich zjištěno asi 76) obsahují i indolové a pyrrolidinové alkaloidy, flavonoidy, fenolické sloučeniny, triterpeny, terpenoidy, třísloviny, antrachinonové glykosidy, steroidy, saponiny, kyanogenní glykosidy a další látky. Koncentrace tropanových alkaloidů je proměnlivá v závislosti na druhu a původu rostliny, klimatu, počasí a v neposlední řadě na použité části rostliny. Poměr atropinu a skopolaminu může být proměnlivý i mezi jednotlivými rostlinami v rámci jednoho druhu. Obecně je nejvyšší obsah alkaloidů v rostlině ve fázi kvetení. Tropanové alkaloidy jsou stabilní i za vyšších teplot a nedegradují ani při silném zahřívání.

Atropin
Skopolamin
Hyoscyamin

## Jedovatost a průběh otrav
K otravám brugmansií vyžadujícím hospitalizaci často dochází při experimentování s rostlinou pro její psychotropní účinky. Užívání brugmansie jakožto halucinogenu se podobně jako u durmanu důrazně nedoporučuje, neboť otrava může mít fatální následky. Tím se brugmansie odlišují od řady jiných halucinogenů, u nichž potenciálně nejdrastičtější účinek je bad trip a jejichž požití nemívá tak vážné fyziologické následky.
U pěstovaných rostlin občas dochází k otravám u dětí a domácích zvířat, která požijí květy nebo listy.
Projevy otravy se začínají rozvíjet asi 30 až 60 minut po požití rostliny. Dostavuje se sucho v ústech, žízeň, obtížné polykání a mluvení, rozšířené zornice, rozostřené vidění a světloplachost. Po nich nastupuje zvýšená teplota, zmatenost, úzkost, slabost a neobvyklé chování (nabuzenost, agresivita). Dostavují se vizuální a sluchové halucinace. K dalším projevům může patřit paralýza hladkého svalstva, křeče, zadržování moči, kóma, zvýšený systolický krevní tlak, migrénové bolesti hlavy a průjem. Ve vážných a neošetřených případech dochází ke smrti zástavou dechu.
Vážné případy vyžadují urychlené lékařské ošetření. Jako antidotum se podává nitrožilně fysostigmin, který působí jako inhibitor cholinesterázy. Do 48 hodin od požití se doporučuje provést výplach žaludku a podání aktivního uhlí.
Záchvaty mohou být kontrolovány diazepamem.
Amnézie na události z průběhu intoxikace a rozšířené zornice mohou přetrvávat i několik dní po vymizení ostatních neurologických příznaků otravy.

## Zástupci

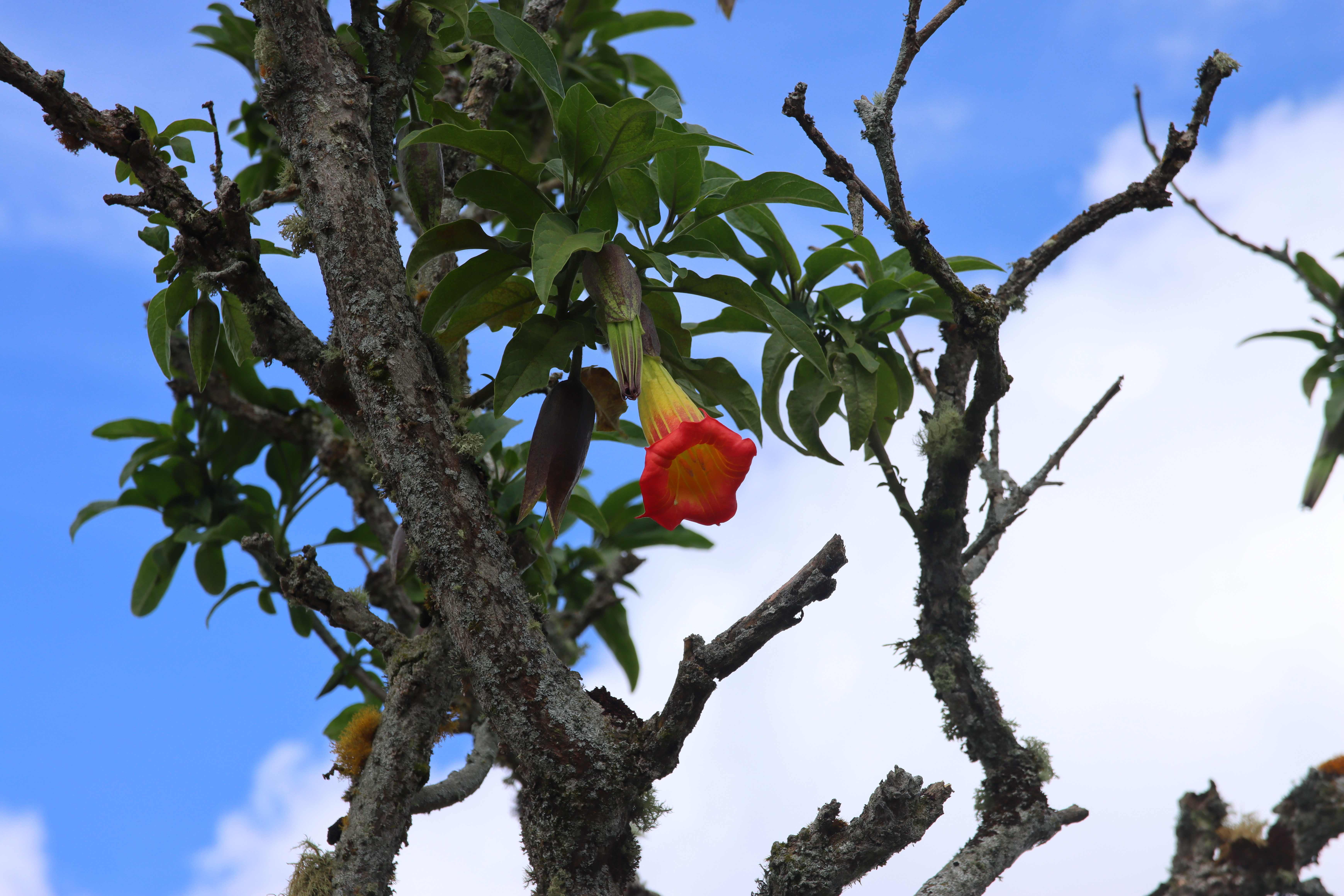
Brugmansie krvavá v Peru

- brugmansie bělostná (Brugmansia × candida)
- brugmansie krvavá (Brugmansia sanguinea)
- brugmansie mnohobarvá (Brugmansia versicolor)
- brugmansie stromová (Brugmansia arborea)
- brugmansie vonná (Brugmansia suaveolens)
- brugmansie zlatá (Brugmansia aurea)[1]

## Význam

### Okrasné rostliny

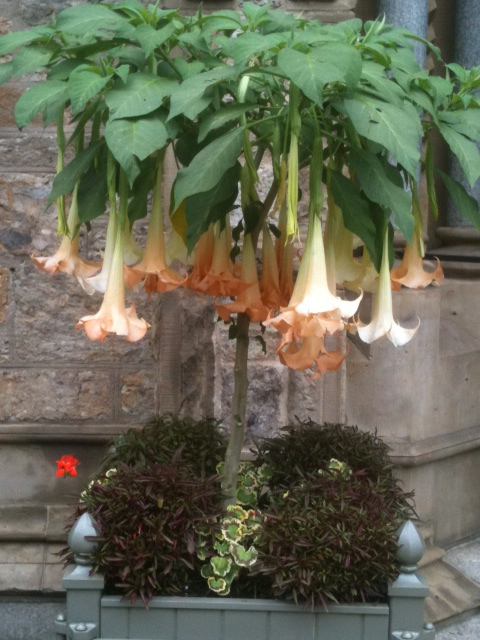
Tvarovaná brugmansie v Bostonu

Brugmansie jsou hojně pěstovány v tropech a subtropech celého světa jako efektní okrasné dřeviny. V oblastech mírného pásu je lze pěstovat jako kbelíkové rostliny. Mimo botanických druhů a jejich kříženců se pěstují i různé okrasné kultivary, lišící se barvou a charakterem květů, ale i dobou kvetení, vzrůstem ap. Byly vypěstovány i kultivary se zdvojenou či pomnoženou korunou nebo s panašovanými listy.
Většina druhů a kultivarů kvete ve vlnách asi po 6 až 8 týdnech, poté odpočívají a sbírají sílu k novému kvetení. Výjimkou je brugmansie stromová, druh s nejmenšími květy, a rovněž některé vyšlechtěné kultivary, které kvetou nepřerušovaně po celou vegetační sezónu. Existují i kultivary kvetoucí v chladném období. 
Barva a forma květů jsou ovlivňovány nejen genetikou, ale i podmínkami, jako je pH půdy, dostupnost živin, stres, teplota a vlhkost.
Pro pěstování v nádobách je doporučován např. bělokvětý kultivar ‘Cypress Gardens’. Kultivar Brugmansia × insignis ‘Pink’ lze relativně snadno přivést ke květu.
Kultivar ‘Ecuador Pink’ je populární pro sytě růžovou barvu květů. Nový hybrid ‘Inca Sun’ s broskvově žlutými květy kvete nepřetržitě a již na mladých rostlinách.
Nejdelší květy ze všech brugmansií má brugmansie mnohobarvá, pocházející z Ekvádoru.

### Etnobotanika
V Jižní Americe jsou brugmansie již od pradávných časů využívány k rituálním účelům. Brugmansie vonná je v severozápadních oblastech Amazonie jedním z nejčastěji využívaných halucinogenů.
Použití rostliny i způsob přípravy jsou u různých jihoamerických etnik dosti různorodé. Rozdrcená semena se často přidávají do kvašeného nápoje čiča nebo se z nich připravuje nálev. K tomuto účelu se někdy využívají i listy a větévky. Počáteční intoxikace bývá tak zuřivá, že účastník musí být spoután, dokud neupadne do hlubokého spánku. Snové halucinace jsou interpretovány jako návštěvy světa duchů a komunikace s dušemi předků.
Domorodí léčitelé přidávají suché listy k tabáku, aby dosáhli vizí k diagnóze nemocí.
Některá etnika používají brugmansii jako přísadu ajahuasky.
Brugmansie krvavá (Brugmansia sanguinea) byla rituálně používána v předkolumbovských časech při obřadech Slunce a šamani v Ekvádoru a Peru ji jako halucinogen používají dodnes.

### Medicína
Brugmansie jsou využívány v domorodé medicíně k léčení řady neduhů. Listy a květy brugmansie vonné slouží při astma a zahlenění dýchacích cest s horečkou. Listy se dávají jako obklad na modřiny a pohmožděniny, listy vařené v hořčičném oleji se aplikují na krk a hrudník k úlevě od těžkého kašle a nachlazení. Obklady z naškrábané kůry se aplikují na zlomeniny, výrony a bolestivá místa. Nálev z kůry připravený za studena se pije k úlevě od bolestí. V severovýchodní Indii je brugmansie vonná používána jako spazmolytikum. Brugmansie jsou využívány také při bolestech hlavy, revmatické artritidě, kožních infekcích a zánětech.
Listy brugmansie stromové slouží k léčení očních problémů a astma.
Extrakty z rostlin a izolované látky (zejména flavonoidy, monoterpeny a benzonitrilové glykosidy) vykazují širokou paletu farmakologických účinků.

## Pěstování a množení
Pěstování brugmansií je při dodržení jejich nároků poměrně snadné. Většině druhů vyhovuje plné oslunění, zároveň ale potřebují vlhčí vzduch. Lze je sice pěstovat i v horkých a suchých oblastech, květy ale na slunci při suchém vzduchu rychle uvadají. Brugmansie krvavá preferuje odpolední stín. Druhy z vyšších poloh prospívají v oblastech s chladnými nocemi, nejsou však mrazuvzdorné. 
Rostliny dobře snášejí řez. Při formování koruny do deštníkového tvaru vyniknou visící květy. Pěstované rostliny jsou často různé hybridy a jejich jednoznačná identifikace proto není možná.
V oblastech mírného pásu je lze pěstovat jako kbelíkové rostliny, tedy přes léto venku a přes zimu v chladných, ale bezmrazých prostorách, kam se zpravidla přenášejí po prvních mrazech, které spálí listy. Rostliny v chladném a málo osvětleném prostoru přecházejí do dormance. V tomto období se zalévají jen tak, aby půda zcela nevyschla. Na jaře, když pomine nebezpečí nočních mrazíků, se přenášejí opět ven. Toto je vhodná chvíle k řezu, tvarování a odstranění všech odumřelých částí. Na přímé sluneční světlo a vítr by měly být přivykány postupně v průběhu několika dní. 
Brugmansie jsou velmi náročné na živiny a čím lépe jsou hnojeny, tím bohatěji kvetou. Rovněž potřebují hodně vody. Ve vegetační sezóně je vhodné hnojit i dvakrát týdně, a to nejlépe ve vodě rozpustným hnojivem, neboť pomalu se rozkládající hnojiva neposkytují rostlině živiny v takovém množství, jaké potřebuje. V zimě se nehnojí. Při nedostatku vody opadávají listy a zastavuje se kvetení, které se však po zalití uspokojivě obnovují.
Při pěstování venku bývají brugmansie zřídka napadány škůdci, ve vnitřních prostorách je často trápí mšice, vlnatky, molice a zejména svilušky, proto je vhodné zimovat při bezlistém stavu. Při silném napadení ve vegetační sezóně rostliny shazují listy.
Botanické druhy lze množit ze semen, kultivary se množí řízkováním. Řízkování je snadné, používají se polovyzrálé stonkové řízky min. o tloušťce prstu a délce 15 až 20 cm. Lze použít řízky z jakékoliv části rostliny. Odstraní se všechny listy s výjimkou nejhořejších rozvíjejících se listů a také postranní pupeny. Zakořeňují se na světlém a teplém místě. Při zakořeňování ve vodě je třeba vodu pravidelně měnit a udržovat konstantní hladinu. Řízky je možno také napíchat do vlhkého písku či perlitu. Při zakořeňování je třeba zajistit dostatečnou vzdušnou vlhkost.
Použití stimulátoru není nutné. Zakořeňování trvá několik týdnů. Řízkovanci se přesazují do nádoby, když mají kořeny asi 5 až 10 cm. Mezi zálivkami by měl substrát téměř kompletně vyschnout, aby se zabránilo hnilobě kořenů. Brugmansie rychle rostou, a když kořeny vyplní květináč, je nutné další přesazení.